# Барановичская область
Бара́новичская область (бел. Баранавіцкая вобласць) — административно-территориальная единица на территории Белорусской ССР, существовавшая с 4 апреля 1940 года по 26 апреля 1954 года, когда была упразднена в ходе процесса укрупнения областей. Располагалась в центре и юго-западе республики.
Административный центр — город Барановичи. Площадь области по состоянию на 1 января 1947 года — 13,7 тыс. км².

## История
Образована Указом Президиума Верховного Совета СССР от 4 декабря 1939 года на территории бывшего Новогрудского воеводства Речи Посполитой после присоединения Западной Белоруссии к БССР. 4 апреля 1940 года Верховный Совет СССР утвердил создание области.
Первоначально область делилась на 8 поветов: Барановичский, Воложинский, Лидский, Несвижский, Новогрудский, Слонимский, Столбцовский и Щучинский. В 1940 году поветы были упразднены, а область разделили на районы: Бытенский, Валевский, Василишковский, Воложинский, Вороновский, Городищенский, Дятловский, Желудокский, Зельвенский, Ивенецкий, Ивьевский, Клецкий, Козловщинский, Лидский, Любченский, Ляховичский, Мирский, Мостовский, Несвижский, Новогрудский, Новомышский, Радунский, Слонимский, Столбцовский, Щучинский и Юратишковский. В конце года Валевский район был переименован в Кореличский.
В 1944 году в Гродненскую область были переданы Василишковский, Вороновский, Желудокский, Зельвенский, Лидский, Любченский, Мостовский, Радунский и Щучинский районы, а Воложинский, Ивьевский и Юратишковский районы вошли в состав Молодеченской области.
В 1947 году в области насчитывалось 7 городов (Барановичи, Клецк, Ляховичи, Несвиж, Новогрудок, Слоним, Столбцы) и 8 городских посёлков (Альбертин, Городея, Городище, Дятлово, Ивенец, Любча, Мир, Новоельня). Районы области были разделены на 215 сельсоветов.
8 января 1954 года Указом Президиума Верховного совета СССР область ликвидирована, а административные районы вошли в состав Брестской, Гродненской, Минской и Молодечненской областей. Город Барановичи вошёл в состав Брестской области. 26 апреля этого же года Верховный Совет СССР утвердил ликвидацию области.